# Sparattanthelium wonotoboense
Sparattanthelium wonotoboense là một loài thực vật có hoa trong họ Hernandiaceae. Loài này được Kosterm. miêu tả khoa học đầu tiên năm 1936.